# Бальо Тена, Теодоро
Теодоро Бальо Тена (исп. Teodoro Ballo Tena; 25 марта 1866, Сарагоса — 6 августа 1962, Сарагоса) — испанский скрипач, композитор и дирижёр.
Начинал учиться музыке в Сарагосе (в том числе у Антонио Лосано), затем продолжил музыкальное образование в Мадриде под руководством Хесуса де Монастерио (скрипка). Окончив Мадридскую консерваторию в 1884 году, играл первую скрипку в Оркестре Мадридского концертного общества, которым руководил его учитель. Затем вернулся в Сарагосу, где основал городскую консерваторию и филармонический оркестр (1890), а также руководил струнным квартетом. Дирижировал также оркестром в казино в Сан-Себастьяне. Автор различных патриотических гимнов и церковной музыки.